# Philip Rastelli
Philip Rastelli (New York, 31 gennaio 1918 – New York, 24 luglio 1991) è stato un mafioso statunitense di origini italiane.

## Biografia
Rastelli nacque e crebbe a Maspeth (Queens, New York) e fu fortemente coinvolto in attività di riciclaggio, estorsione e traffico di droga prima di unirsi alla famiglia Bonanno. Dopo il suo trasferimento a Greenpoint, dove visse fino alla sua incarcerazione, incontrò e divenne amico stretto di Dominick "Sonny Black" Napolitano, Carmine Galante, Joseph Bonanno e Joseph Massino. Nel 1985 fu uno degli imputati del processo alla Commissione mafiosa, che sottoponeva ad azione penale i cinque boss e viceboss delle cinque famiglie di New York. Nel 1987 fu chiamato a scontare una pena di 12 anni in carcere. Divenuto boss della famiglia nel 1979, ne rimase reggente fino al 1991, anno della sua scarcerazione e morte per cancro al fegato.